# Izraelské muzeum
Izraelské muzeum, Jeruzalém (hebrejsky: מוזיאון ישראל, ירושלים, Muze'on Jisra'el, Jerušalajim; anglicky: Israel Museum, Jerusalem) je izraelské národní muzeum, založené roku 1965. Nachází se na pahorku v jeruzalémské čtvrti Giv'at Ram, v sousedství vládního komplexu s Knesetem, Nejvyšším soudem a Hebrejské univerzity.
Hnací silou založení muzea, které patří mezi přední muzea umění a archeologie na světě, byl někdejší jeruzalémský starosta Teddy Kollek. Muzeum má rozsáhlé sbírky biblické archeologie, judaik, etnografie, výtvarného umění, artefaktů z Afriky, Severní a Jižní Ameriky, Oceánie, dálného východu, vzácných rukopisů, starého skla a soch. Svitky od Mrtvého moře, nalezené u Masady, hostí architektonicky jedinečná budova Svatyně knihy. Celkem muzeum vlastní více než 500 tisíc exponátů, z čehož 7 tisíc je přístupných online.
Ředitelem muzea je James Snyder, bývalý zástupce ředitele Muzea moderního umění v New Yorku, který byl do své současné funkce jmenován roku 1997.
Muzeum se rozkládá na ploše o rozloze téměř 50 tisíc m². Každoročně jej navštíví 800 tisíc návštěvníků, včetně 100 tisíc dětí, které navštíví křídlo pro mladé. Součástí muzejního komplexu je i Biblické a archeologické muzeum Samuela Bronfmana, které vystavuje řadu archeologických objevů. Má největší kolekci artefaktů z Izraele na světě. Nachází se v blízkosti Národního kampusu pro archeologii Izraele a Muzea biblických zemí.

## Architektura
Muzejní komplex byl navržen koncem 50. let 20. století architekty Alfredem Mansfeldem a Dorou Gad, Svatyně knihy architekty Armandem Phillipem Bartosem a Frederickem Johnem Kieslerem a zahrada architektem Isamu Nogučim. Je ukázkou poválečné modernistické architektury, která sestává z nízkých, pravidelných budov se zarovnanou střechou, obklopených bludištěm zahrad a nádvoří. V současné době prochází muzeum rozsáhlou rekonstrukcí, která by měla být dokončena do roku 2009.

## Kolekce
V muzeu se nacházejí rozsáhlé judaistické a etnografické sbírky, fine art, artefakty z Afriky, Severní a Jižní Ameriky, Oceánie a Dálného východu, archeologické nálezy, vzácné rukopisy, starověké sklo a sochy. Jedinečnou budovou v rámci Izraelského muzea je Svatyně knihy, která mimo jiné obsahuje svitky od Mrtvého moře a artefakty nalezené na Masadě.

## Vzdělávací programy
V muzeu se nachází křídlo určené pro mládež, kde se nachází galerie, workshopy, učebny a dětská knihovna a vzdělávací programy pro školy a výtvarné učebny pro děti a dospělé.

## Galerie

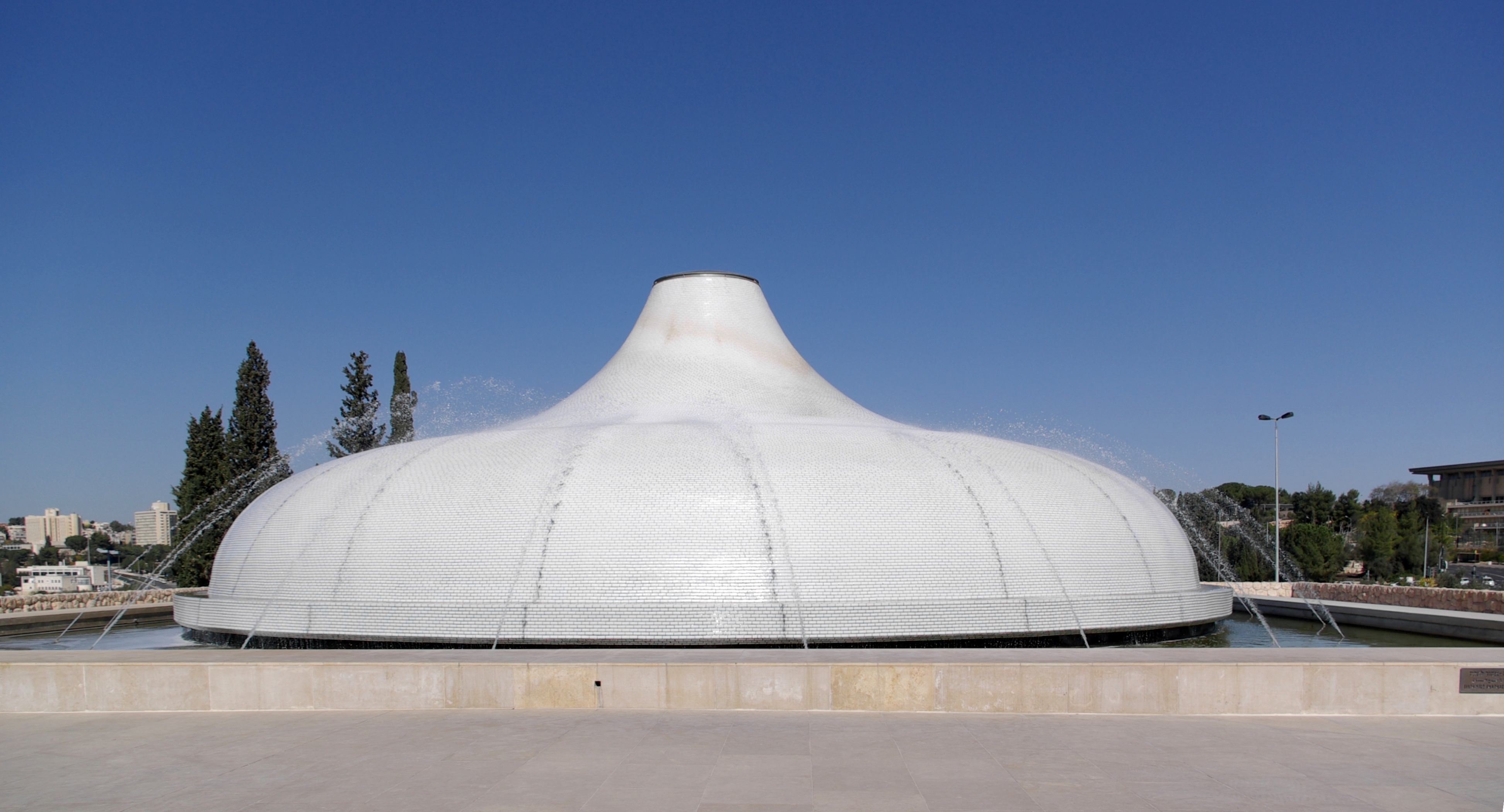
Svatyně knihy
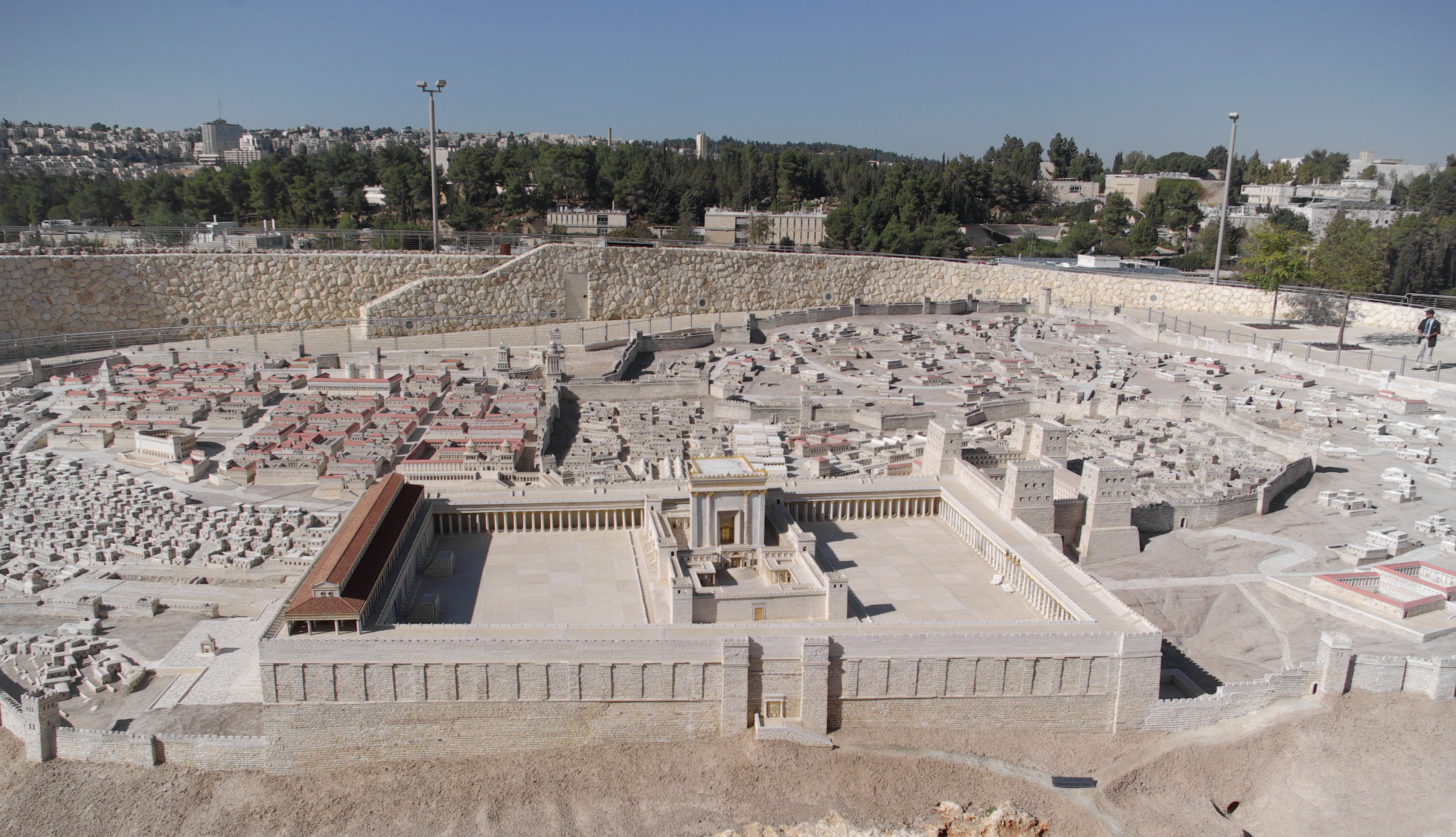
Model Jeruzaléma období Druhého chrámu od M. Avi-Jony